# Edwin Drake
Edwin Laurentine Drake (29 tháng 3 năm 1819 - 9 tháng 11 năm 1880), còn được gọi là Đại tá Drake, là một doanh nhân người Mỹ và là người Mỹ đầu tiên khoan dầu thành công.

## Tiểu sử
Edwin Drake sinh ra tại Greenville, quận Greene, New York vào ngày 29 tháng 3 năm 1819, con trai của Lyman và Laura Drake. Anh lớn lên trong các trang trại gia đình quanh bang New York và Castleton, hạt Rutland, Vermont trước khi rời khỏi nhà ở tuổi 19. Ông dành phần đầu của cuộc đời làm việc trên đường sắt quanh New Haven, Connecticut và làm nhân viên bán hàng, đại lý cấp tốc và người soát vé. Trong thời gian này, vào năm 1845, ông kết hôn với Philena Adams, người đã chết trong khi sinh đứa con thứ hai vào năm 1854. Drake tái hôn ba năm sau đó với Laura Dowd, mười sáu tuổi, vào năm 1857. Trong mùa hè này, bệnh tật đã ngăn Drake tiếp tục với công việc của mình. Ông giữ lại các đặc quyền của một người điều khiển tàu, bao gồm cả việc đi lại miễn phí trên đường sắt. Đến năm 1858, gia đình Drake thấy mình sống ở Titusville, Pennsylvania.

## Dầu mỏ Seneca
Mặc dù dầu từ dầu mỏ đã được biết đến trước đó, nhưng không có thị trường đáng giá nào cho nó. Samuel Martin Kier được ghi nhận là người sáng lập nhà máy lọc dầu đầu tiên của Mỹ tại Pittsburgh. Ông là người đầu tiên ở Hoa Kỳ tinh chế dầu thô thành dầu đèn (dầu hỏa). Cùng với một chiếc đèn mới để đốt cháy sản phẩm của Kier, một thị trường mới để thay thế dầu cá voi khi một loại dầu đèn bắt đầu phát triển.